# Stadio Joseph Moynat
Lo stadio Joseph Moynat (in francese stade Joseph-Moynat) è uno stadio utilizzato per l'atletica leggera, il calcio e il football americano. Prende il nome da Joseph Moynat, membro della Resistenza durante la Seconda guerra mondiale.
A partire dal 2010 fu lo stadio di casa dell'Évian Thonon Gaillard, che in seguito alla promozione in Ligue 2 non poteva più utilizzare l'impianto in cui giocava dal 2005, lo Stade Municipal Louis Simon di Gaillard, troppo piccolo per la categoria.
È utilizzato per gli incontri casalinghi dai Black Panthers de Thonon.
Nonostante le ridotte dimensioni dello stadio, nel 2008 i Black Eyed Peas annunciarono su Twitter che lo stadio Joseph Moynat era l'impianto in cui più desideravano esibirsi. Benché, a causa di problemi di orari, non sia mai stato possibile effettuare un'esibizione, will.i.am nel febbraio 2012 ha confermato il proprio desiderio di tenere un concerto in questo stadio nel prossimo futuro.

## Football americano
Allo stadio Joseph Moynat sono stati giocati la finale nazionale del 2022 e alcuni incontri internazionali di football americano.

### Finali nazionali

#### Casque de Diamant
| Thonon-les-Bains 9 luglio 2022, ore 18:00 XXVIII Casque de Diamant | Flash de La Courneuve | 16 – 10 | Black Panthers de Thonon | Stadio Joseph Moynat (3000 spett.) |

| Thonon-les-Bains 1º luglio 2023, ore 19:00 XXIX Casque de Diamant | Black Panthers de Thonon | 35 – 18 referto | Blue Stars de Marseille | Stade Joseph-Moynat\| Arbitro: \| Vigne \| |
| Arbitro:                                                          | Vigne                    |                 |                         |                                            |

### Incontri internazionali

#### EFL (1986-2013)

##### Edizione 2010
| Thonon-les-Bains 3 aprile 2010, ore 18:00 1ª giornata | Black Panthers de Thonon | 55 – 0 (14-0 14-0 13-0 14-0) | Belgrade Blue Dragons | Stadio Joseph Moynat |

#### IFAF Europe Champions League

##### Edizione 2014
| Thonon-les-Bains 3 aprile 2014 1ª giornata | Black Panthers de Thonon | 77 – 6 (28-0 21-0 14-0 14-6) | Cineplexx Blue Devils | Stadio Joseph Moynat |

##### Edizione 2015
| Thonon-les-Bains 2 maggio 2015, ore 18:00 2ª giornata | Black Panthers de Thonon | 32 – 23 (8-7 12-3 6-7 6-6) | Seamen Milano | Stadio Joseph Moynat |

#### EFAF Cup

##### Edizione 2011
| Thonon-les-Bains 9 aprile 2011, ore 18:00 1ª giornata | Black Panthers de Thonon | 13 – 16 (7-7 6-7 0-2 0-0) | Prague Black Hawks | Stadio Joseph Moynat |

| Thonon-les-Bains 28 maggio 2011, ore 18:00 Semifinale | Black Panthers de Thonon | 22 – 35 (6-13 0-15 0-0 16-7) | Kragujevac Wild Boars | Stadio Joseph Moynat |

##### Edizione 2013
| Thonon-les-Bains 27 aprile 2013, ore 18:00 5ª giornata | Black Panthers de Thonon | 56 – 14 (7-6 22-8 14-0 13-0) | L'Hospitalet Pioners | Stadio Joseph Moynat |

| Thonon-les-Bains 15 giugno 2013, ore 18:00 CEST Semifinale | Black Panthers de Thonon | 19 – 7 (0-0 0-0 6-7 13-0) | Copenhagen Towers | Stadio Joseph Moynat |

#### EFL (dal 2014)

##### Edizione 2017
| Thonon-les-Bains 22 aprile 2017, ore 18:00 2ª giornata | Black Panthers de Thonon | 41 – 33 | Prague Black Panthers | Stadio Joseph Moynat |

| Thonon-les-Bains 10 giugno 2017, ore 18:00 Finale | Black Panthers de Thonon | 29 – 20 | Rhinos Milano | Stadio Joseph Moynat |